# Sebastian Prödl
Sebastian Prödl (sinh ngày 21 tháng 6 năm 1987) là cầu thủ bóng đá người Áo đang thi đấu cho Watford và đội tuyển Áo.

## Sự nghiệp câu lạc bộ
Năm 19 tuổi anh bắt đầu chơi bóng chuyên nghiệp cho SK Sturm Graz. Vào tháng 7 năm 2008 anh chuyển tới Đức để chơi cho Werder Bremen.

## Thi đấu quốc tế
Anh được gọi vào đội tuyển Áo vào năm 2007. Anh là đội trưởng đội U-20 Áo tham dự giải U-20 thế giới vào năm 2007 và kết thúc giải ở vị trí thứ 4.
Anh có trận đấu đầu tiên cho đội tuyển Áo vào năm 2007 trong trận gặp Scotland. Prödl có tên trong danh sách đội tuyển Áo tham dự Giải vô địch bóng đá châu Âu 2008. Trong trận gặp Ba Lan, anh đã đem về một quả penalty cho Áo ở những phút cuối trận giúp Áo gỡ hoà 1-1. Chung cuộc đội tuyển Áo rời giải với chỉ 1 điểm sau 3 trận.
Năm 2016, anh tiếp tục được triệu tập tham dự Euro 2016 diễn ra trên đất Pháp. Tuy nhiên, đội tuyển Áo lần thứ hai liên tiếp phải rời giải với thành tích tương tự như năm 2008.

## Thống kê sự nghiệp

### Câu lạc bộ
Tính đến ngày 20 tháng 10 năm 2018
| Câu lạc bộ          | Mùa giải            | Giải đấu            | Giải đấu | Giải đấu | Cúp quốc gia | Cúp quốc gia | Cúp liên đoàn | Cúp liên đoàn | Khác | Khác | Tổng cộng | Tổng cộng |
| Câu lạc bộ          | Mùa giải            | Hạng                | Trận     | Bàn      | Trận         | Bàn          | Trận          | Bàn           | Trận | Bàn  | Trận      | Bàn       |
| ------------------- | ------------------- | ------------------- | -------- | -------- | ------------ | ------------ | ------------- | ------------- | ---- | ---- | --------- | --------- |
| Sturm Graz          | 2006–07             | Austrian Bundesliga | 16       | 1        | 0            | 0            | —             | —             | —    | —    | 16        | 1         |
| Sturm Graz          | 2007–08             | Austrian Bundesliga | 27       | 2        | 0            | 0            | —             | —             | —    | —    | 27        | 2         |
| Sturm Graz          | Tổng cộng           | Tổng cộng           | 43       | 3        | 0            | 0            | —             | —             | —    | —    | 43        | 3         |
| Werder Bremen       | 2008–09             | Bundesliga          | 22       | 0        | 0            | 0            | —             | —             | 8    | 1    | 30        | 1         |
| Werder Bremen       | 2009–10             | Bundesliga          | 9        | 1        | 0            | 0            | —             | —             | 2    | 0    | 11        | 1         |
| Werder Bremen       | 2010–11             | Bundesliga          | 25       | 1        | 2            | 0            | —             | —             | 8    | 1    | 35        | 1         |
| Werder Bremen       | 2011–12             | Bundesliga          | 16       | 2        | 0            | 0            | —             | —             | 0    | 0    | 16        | 2         |
| Werder Bremen       | 2012–13             | Bundesliga          | 28       | 1        | 1            | 0            | —             | —             | 0    | 0    | 29        | 1         |
| Werder Bremen       | 2013–14             | Bundesliga          | 27       | 2        | 1            | 1            | —             | —             | 0    | 0    | 28        | 3         |
| Werder Bremen       | 2014–15             | Bundesliga          | 22       | 3        | 2            | 0            | —             | —             | 0    | 0    | 24        | 3         |
| Werder Bremen       | Tổng cộng           | Tổng cộng           | 149      | 10       | 6            | 1            | —             | —             | 18   | 2    | 173       | 13        |
| Watford             | 2015–16             | Premier League      | 21       | 2        | 3            | 0            | 0             | 0             | —    | —    | 24        | 2         |
| Watford             | 2016–17             | Premier League      | 33       | 1        | 1            | 0            | —             | —             | —    | —    | 34        | 1         |
| Watford             | 2017–18             | Premier League      | 21       | 0        | 0            | 0            | 0             | 0             | 0    | 0    | 21        | 0         |
| Watford             | 2018–19             | Premier League      | 1        | 0        | 0            | 0            | 1             | 0             | 0    | 0    | 2         | 0         |
| Watford             | Tổng cộng           | Tổng cộng           | 76       | 3        | 5            | 0            | 1             | 0             | 0    | 0    | 80        | 3         |
| Tổng cộng sự nghiệp | Tổng cộng sự nghiệp | Tổng cộng sự nghiệp | 268      | 16       | 10           | 1            | 1             | 0             | 18   | 2    | 297       | 19        |

### Bàn thắng quốc tế
| 1.                             | 26 tháng 3 năm 2008  | Sân vận động Ernst Happel, Viên, Áo               | Hà Lan         | 2-0 | 3-4 | Giao hữu                 |
| 2.                             | 26 tháng 3 năm 2008  | Sân vận động Ernst Happel, Viên, Áo               | Hà Lan         | 3-0 | 3-4 | Giao hữu                 |
| 3.                             | 8 tháng 10 năm 2010  | Sân vận động Ernst Happel, Viên, Áo               | Azerbaijan     | 1-0 | 3-0 | Vòng loại Euro 2012      |
| 4.                             | 15 tháng 10 năm 2013 | Sân vận động Tórsvøllur, Tórshavn, Quần đảo Faroe | Quần đảo Faroe | 2-0 | 3-0 | Vòng loại World Cup 2014 |
| Cập nhật: 13 tháng 10 năm 2015 |                      |                                                   |                |     |     |                          |